# トミカ

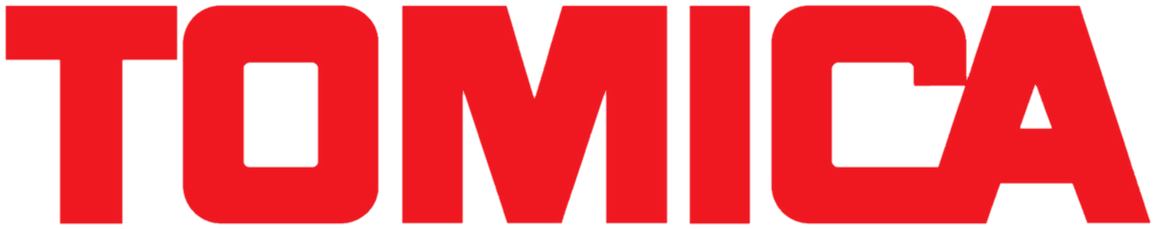
トミカの現行ロゴ

トミカ（英語:Tomica）は、タカラトミー（旧・トミー）より発売・販売されているミニチュア自動車玩具である。

## 概要
トミー時代からの主力商品であり、発売から長年愛されるロングセラー商品である。同社の鉄道玩具であるプラレールと組み合わせて遊べるように設計されており、プラレールと互換性を持たせた商品も発売されている。年に一度、主要都市等で開催されるイベント「トミカ博」は、「プラレール博」と共にトミー（現・タカラトミー）の重要なイベントのひとつであり、多くの来場者を集めている。
トミカが発売された1970年（昭和45年）当時、国産車のミニカーといえばダイヤペット（米沢玩具→セガトイズ→現・アガツマ）やモデルペット（アサヒ玩具）に代表される標準スケール（1/43）が中心であり、小スケールミニカーは細々と輸入される海外ブランドしか存在しなかった。この状況に目をつけ、国産車の本格的小スケールミニカーとして発売されたのがトミカである。
トミカは当時小スケールミニカーの第一人者であったレズニーの「マッチボックス」を参考としており、縮尺はまちまちで箱の大きさを統一、番号による入換制、アルミ箔を押し付けるホットスタンプと呼ばれる技法を用いたクロムメッキ風のホイール（あるいはホイールキャップ）の表現と細いタイヤ、板ばねによるサスペンション機能、そしてドアやボンネット、トランクなどの開閉アクション、これらは全て当時のマッチボックスに範を取ったものである。
トミカは発売後大成功を収め、前述のダイヤペットからも小スケールの「チェリカ」というライバル製品が発売されるほど、多大な影響を与えた。手ごろな価格と実車に忠実な造形からコレクションの対象にもなっており、現在では世界中にコレクターが存在し、絶版トミカを扱う専門ショップも全国に点在している。
トミカの名称は「トミーのミニカー」の略では無く、富山幹太郎の富が由来となっている。但し、会社名のトミーも富山姓から来ているため、「トミーのミニカー」という由来も間違いではない。また、「トミーが作る車だから『トミーカー』を呼びやすく『トミカ』と名づけた」とする資料もある。
箱のイメージは発売から一貫してボックスアート風イラストが使用されているが、一部の製品では製品写真や実車の画像が使われたこともある。黒箱から赤箱の日本製トミカのボックスアートは松本光正が手掛けていた。2017年（平成29年）頃から現在までの一部のボックスアートは多田誠が手掛けている。

## 沿革
- 1970年（昭和45年）8月18日[5] - 6車種[注釈 1]で発売開始、価格180円（以下定価は税抜きで示す）。
- 1971年（昭和46年） - 40車種に増加[2]。
- 1972年（昭和47年） - 60車種突破。トミカダンディ発売。
- 1973年（昭和48年） - コンバットトミカ発売。HOスケールに統一された戦車を中心としたシリーズで、組立式キットも販売された。
- 1974年（昭和49年） - 100車種突破。価格を220円に改定。輸出をスタート[2]。
- 1976年（昭和51年） - トミカ総生産台数1億台突破。外国車シリーズ・ロングトミカ発売。外国車シリーズは、外箱の色から青箱と呼ばれる。価格を240円に改定。
- 1977年（昭和52年） - スーパーカーブームの影響を受け、外国車シリーズにスーパーカー登場。
- 1979年（昭和59年） - 生産台数2億台突破。
- 1980年（昭和55年） - 誕生10周年。初期製品初の復刻となるメモリアルトミカ発売。価格を280円に改定。
- 1981年（昭和56年） - 価格を320円に改定。
- 1984年（昭和59年） - 現行と同じ赤箱パッケージが登場。生産台数3億台突破。
- 1985年（昭和60年） - 誕生15周年。アンチモニー製トミカ発売。
- 1988年（昭和63年） - 国産車シリーズと外国車シリーズを統合し、トミカ120番体制に。
- 1991年（平成3年） - 価格を360円に改定。
- 1994年（平成6年） - トミカダンディ・ロングトミカ生産中止。生産体制の中国移転が開始され、この年の新車から中国製が登場。
- 1997年（平成9年） - 株式の店頭公開を記念して、銅メッキされたトミカが作られる。翌年から株主優待として、トミカが贈られるようになる[6]。
- 2000年（平成12年） - 誕生30周年。純金トミカ・復刻トミカ、アニバーサリー24I・II発売。第3土曜日のトミカの日制定。トミカ博開始。
- 2001年（平成13年） - トミカリミテッド登場。
- 2004年（平成16年） - トミカリミテッドヴィンテージ登場。
- 2005年（平成17年） - 誕生35周年。記念として復刻カタログ付きトミカ発売。
- 2006年（平成18年） - トミカハイパーシリーズ「ハイパーレスキュー」誕生。
- 2008年（平成20年） - 生産設備のベトナム移転開始。
- 2010年（平成22年） - 誕生40周年。「ロングタイプトミカ」が新たに加わり、トミカ140番体制へ。40周年記念トミカ発売。
- 2011年（平成23年） - トミカの初回特別カラーが販売開始される第三土曜日だけ新車の特別カラー｡
- 2012年（平成24年） - 中国・韓国市場向けに海外専売車種の製品化を発表。
- 2013年（平成25年） - 「ドリームトミカ」シリーズ発売。
- 2014年（平成26年） - 価格を450円に改定。
- 2015年（平成27年） - 誕生45周年。トミカプレミアム登場。
- 2020年（令和2年） - 誕生50周年。50周年を記念して、国内実車メーカーがデザインしたトミカ50周年記念仕様オリジナルトミカを発売。No.141以降のロングタイプトミカが発売され、トミカ150番体制へ。
- 2021年（令和3年） - 12月に生産販売台数7億台突破[7]。
- 2022年（令和4年） - 価格を500円に改定[8][9]。
- 2023年（令和5年） - 「機動戦士ガンダム」とトミカがコラボ[10]。
- 2024年（令和6年） - 「タミヤ」とトミカがコラボ[11]。
- 2025年（令和7年） - 誕生55周年。これを記念して、50周年同様国内実車メーカーがデザインしたトミカ55周年記念仕様オリジナルトミカを発売予定[12]。また、価格を540円（税込594円）に改定し、4月以降「トミカNo.1～120シリーズ」のパッケージの仕様を「箱」へ統一[注釈 2]する予定[注釈 3]（「ブリスターパック」仕様の商品発売を3月の新車分[注釈 4]で終了する予定）。

## 製品

### トミカ（No.1 - 150（通常品No.1 - 120・ロングタイプトミカNo.121 - 150））
1970年（昭和45年）から発売されている通常シリーズ。殆どの車種に可動アクションと、車軸にピアノ線を用いた擬似的なサスペンションが設けられていることが大きな特徴。乗用車では側面ドアやバックドア、働く車では車種に応じた可動機構がつく。
実車の大きさを問わず、統一サイズのパッケージを基準に取材・設計され、完成まで約9ヶ月以上かかるが、一部の車種は販促活動の一環として、実車の発表と同時に製品化されるものや日本で正規輸入されていない実車から製品化されるもの、さらに2025年（令和7年）6月以降からはトミカオリジナルデザインでの製品化されるものもある。（ごくまれに旧車が復活することもある。）縮尺は各車種で異なり、乗用車は大体1/60スケール前後、それ以外は車種によって縮尺が変わり、縮尺表記が無いものもある。
2025年6月末現在で実車から製品化されている自動車メーカーは以下のとおり(トミカオリジナルデザイン車種を除く)
- 国産車メーカー（トラック・重機などのメーカーを含む）
  - トヨタ（レクサスを含む）[注釈 9]
  - 日産自動車[注釈 9]
  - ホンダ（2024年から日本で導入されていないアキュラを含む）
  - スバル
  - スズキ
  - マツダ
  - 三菱自動車
  - ダイハツ
  - 光岡自動車
  - いすゞ自動車
  - 日野自動車
  - 三菱ふそう
  - UDトラックス（日産ディーゼル時代を含む）
  - コマツ
  - 日立建機
  - トヨタL&F
  - 川崎重工業（2025年3月より除雪車から初製品化した川崎重工グループで子会社のNICHIJOを含む）
  - ヤンマーアグリ（過去に現在輸入販売されているジョンディアから製品化されている車種がある）
  - コベルコ建機
  - 前田製作所
  - モリタ
  - 木南車輌製造[注釈 10]（かつて日本に存在した鉄道車両メーカー）
- 外国車メーカー（正規輸入されていないメーカーを含む）
  - メルセデス・ベンツ
  - フェラーリ
  - ランボルギーニ
  - ブガッティ
  - ゼネラルモーターズ（ハマーのみ（過去にシボレーやキャデラック、ポンティアックから製品化されている車種がある））
  - フォード（正規輸入されていないメーカー(2016年の日本市場からの撤退以前に製品化された車種がある)）
  - テスラ（2025年3月末現在で1番新しく2024年12月から初製品化されている外国車メーカー）
  - スカニア
- 以下は過去に製品化されていた国産・外国車メーカー（トラック・重機などのメーカーを含む）
  - トヨタ車体
  - ヤマハ
  - トミーカイラ
  - 童夢
  - クボタ
  - タダノ
  - 大原鉄工所
  - 石川島コーリング
  - 日本除雪機製作所
  - 酒井重工業
  - 範多機械
  - 日立住友重機械建機
  - カヤバシステムマシナリー
  - 三井造船
  - BMW
  - フォルクスワーゲン
  - アウディ
  - アストンマーティン
  - シトロエン
  - デ・トマソ
  - テレックス（外国の重機メーカー）
  - フィアット（アバルトを含む）
  - ポルシェ
  - アメリカン・モーターズ
  - グレイハウンド
  - ネオプラン
  - マクラーレン
  - MINI（ブリティッシュ・モーター・コーポレーション時代を含む）
  - モーガン
  - パッカード
  - ロールスロイス
  - ロータス
  - スパイカー
  - ツナグデザイン
  - ダッジ
  - パンサー・ウェストウインズ
  - プジョー
  - ジャガー
  - ランドローバー
  - ベントレー
  - ボルボ
  - マセラティ
  - ランチア
  - ルノー
  - オースチン
  - ジープ

など
当初は国産車のみだったが1976年（昭和51年）に外国車シリーズが追加（第1号車はウィネベーゴキャンピングカー）。一時期は国産車110台・外国車70台で両者合わせて180台のラインナップだったが、1980年（昭和55年） - 1982年（昭和57年）にかけて国産車80台・外国車40台の120台体制に縮小。1988年（昭和63年）に外国車シリーズ（全40台）が国産車シリーズに統合される形で廃止となり120番の120台体制となった。2009年（平成21年）1月からはトレーラーや大型建機、鉄道車両などを製品化したロングタイプトミカシリーズが通常品の続番で登場（2022年3月からNo.121 - 150の間での展開）し、140番体制となり、その後2012年12月からキャラクター・映像作品とコラボレーションしたドリームトミカが加わり（ドリームトミカは2020年12月から随時ロングトミカに入れ替わり2022年3月からNo.151以降の展開）2016年7月より170番体制に、2023年2月からNo.171以降にディズニートミカパレードが加わり、ディズニーモータースの復活を得て、2025年3月現在ドリームトミカとディズニートミカを含めて185番体制になっている。
同種の他社ミニカーとの違いとして、乗用車以外のラインナップが充実している点が挙げられる。一般的な商用車を始め、消防車、建設機械、ごみ収集車、グランドハンドリングカーといった働く車の定番から、変わったところでは船舶、ヘリコプター、農機、オートバイなどといった乗り物までラインナップされている。また、STマークの導入に伴い、安全面の観点から実車を再現しながら造形は丸みを帯びさせるようにしており、乗用車では一部の車種を除きドアミラーを省略しているのも特徴である。
レーシングカーに関しては長年、長谷見昌弘のスポンサーをつとめていた関係から、彼が乗ったマシンやハセミモータースポーツのマシンを中心に製品化されていた（詳細は長谷見昌弘#トミカの項を参照）。2016年（平成28年）から新たにネッツトヨタ兵庫レーシングチームのスポンサーに就いており、86/BRZレースに出場するトヨタ・86を製品化している。
現在までに約1,000車種が製造・販売されており、メーカーによるギフトセットやアソート品、イベント記念品、企業や団体・小売店の特注品など、数多くのバリエーションが存在している。30以上の国と地域で販売されており、累計販売個数は7億台を超える。
年間で発売される車種は、現在では24台前後である。発売当初から1999年（平成11年）までは発売日が特に定められておらず、新車情報は毎年刊行されるカタログなどで告知されるのみだったが、2000年（平成12年）以降は毎月第3土曜日を「トミカの日」と制定して、通常2種の新車が必ず発売されることとなり、2022年（令和4年）11月発売分からは入れ替え商品（廃盤商品）も併記されるようになった。2003年（平成15年）6月から2006年（平成18年）3月まで、および2011年（平成23年）7月以降の新車の1台は、『初回特別仕様』と称する仕様（ボディカラーや車体形状、ごくまれにタンポ印刷の一部変更によるベースになっている車種のグレードの変更など）違いの製品が用意されている。
当初は日本国内のみの販売だったが、1974年（昭和49年）からは「Pocket Cars」のブランド名でアメリカおよびヨーロッパへの輸出を開始、1980年代前半まで（途中から「TOMICA」の名称に変更）発売が続いた。現在は日本以外にアジア圏、ヨーロッパ、アメリカと計30カ国で発売している。2011年（平成23年）以降はアジアンカー（紅旗、ヒュンダイ・ソナタ、ダットサン・GO、ホンダ・ブリオなど）を製品化した海外専売モデルが登場しており、中国車はCN、韓国車はKR、東南アジア圏車はASというシリーズナンバーが充てられている。

#### 主なシリーズ商品
キャラクターシリーズ・ドリームトミカ（No.151 - 170）
1972年（昭和47年）に『帰ってきたウルトラマン』に登場したマットビハイクル（元車種はコスモスポーツ）、『緊急指令10-4・10-10』に登場した電波特捜隊専用車（元車種はコルトギャラン）をそれぞれ通常製品で発売し、大人気を博した。続いて1973年に『マスコミトミカ』という新シリーズを立ち上げ、「マットカー」「10-4-10-10」もこのシリーズに移行されて販売継続された他、『ケーキ屋ケンちゃん』や『山ねずみロッキーチャック』といった当時の人気番組のキャラクターがトミカとなった。しかし「マットカー」「10-4-10-10」以外は、作品と無関係な車種にキャラクターのシールを貼った製品で売れ行きは伸びず、当時のトミー側の意向もあり、わずか1年で終了した。
1996年（平成8年）からは『キャラトミカ』というシリーズが展開され、『マッハGoGoGo』や『爆走兄弟レッツ&ゴー!!』などに登場する車種が発売された。マスコミトミカ同様、作品と無関係な車種にキャラクターのシールを貼った製品もあった（『ドラえもん』や『ハローキティ』など）。
1998年（平成10年）からは『コミックトミカ』というブランド名で『頭文字D』『湾岸ミッドナイト』『サーキットの狼』『西部警察』など漫画や映像作品に登場する車種が発売された。
2003年（平成15年）からは『トミカブロス』シリーズとして『ZOIDS』のブレードライガーが発売された。
2013年（平成25年）初頭からはこれらのキャラクターモデルは「ドリームトミカ」としてシリーズ化された。当初は通常品の続番No.141 - で発売されたが、途中から品番が消滅。2015年（平成27年）からは再度続番が復活、現在はNo.141 - 170の品番をつけたものと、品番なし製品（箱にはSPの文字が描かれており、短期間で発売が終了する）の2種が混在しており、一部欠番も生じているほか、2020年（令和2年）末に通常ラインナップが拡張されたことで一部に重複が発生している。箱デザインは当初青・黄色・緑基調の3種類が存在していたが、現在はNo.151以降の展開で青基調に統一された。また、車種によって販売価格も異なっている。
2017年（平成29年）からはプラスチック製のフィギュアとトミカをセットにし、トミカにフィギュアを搭載できる「ドリームトミカライドオン」シリーズが登場している。
東京ディズニーリゾートやユニバーサル・スタジオ・ジャパンでは、アニメやアトラクションに登場する乗り物のトミカがパーク内限定で発売されている。
ディズニートミカ・ディズニーピクサーモータース（No.171 - 185）
1999年（平成11年）、前述の『キャラトミカ』ブランドでディズニーのキャラクターを車体に描いた「キャラトミカ ディズニーキャラクターコレクション」が発売された。
2004年（平成16年）以降は、独立シリーズ『ディズニートミカ』として展開されている。多くはマスコミトミカ同様、通常のトミカにキャラクターを描いた架空のものだが、イラストはタンポ印刷と大幅に進化した。
2008年（平成20年）7月からはミッキーマウスが創立した自動車会社という設定でオリジナルデザインの『ディズニー・ピクサーモータース』シリーズに切り替わり、ディズニートミカシリーズは生産終了となったが、2023年（令和5年）2月からNo.171以降の展開でディズニートミカパレードが加わり復活している（ディズニーモータースは2023年7月から復活）。
また『カーズ』や『ツムツム』に関しては、独立したシリーズが発売されている。
トミカギフトセット
1975年（昭和50年）から販売がスタートした、トミカを複数台詰め合わせたセット品。テーマに沿った車種が4 - 6台まとまって入っている。収録される車種は通常製品の色違い品が殆どだが、レギュラートミカに存在しない車種・仕様が収録されることもある。一部のセットでは交通標識などの情景部品が入っていることもある。
これらセットの中には、トミカを複数台搭載できるキャリアカーやフェリーボートを組み合わせたものや、空港支援車両と1/500スケール程度のジャンボジェット機のセットもある。
トミカくじ
2000年（平成12年）から登場した、12 - 20種類のトミカを詰め合わせてボックスに入れ『くじ』方式で発売する製品。当初は古今東西の車種を塗り替えたのみで、変り種は金メッキを施し実際のくじ同様『あたり』的存在に仕立てた車種があった程度だったが、近年は緊急車両や東京オートサロンなど、テーマ別に沿った車種が選択されている。2018年まで毎年3月頃に発売されていた。
ブラインドトミカシリーズ
2006年（平成18年）末から登場したシリーズ。「ブラインドトミカ」は便宜上の名称であり、製品全般にシリーズ名は存在していない。トミカくじと販売形態は似ているが、収録車種は4 - 10種類と少なくなっている。発売時期は不定期だが、近年は年末に発売されることが多い。
トミカトーマスシリーズ
2004年（平成16年）から発売されているシリーズ。人形劇『きかんしゃトーマス』に登場するキャラクターをトミカサイズで再現したもの。最大の特徴は各車両に「αシステム」と呼ばれるICチップが搭載されており、専用のマップに車両を置くとセンサーがチップを読み取り、車両に応じた音声を発するという機能を持っている。「トミカ」を名乗っているが、他のトミカシリーズとは一切互換性は無い。
2012年（平成24年）に製品がリニューアルされ、αシステムが廃止、車種は全車連結機能付きに変更された。

### トミカリミテッド
2001年（平成13年）4月から2013年（平成25年）6月まで発売されたシリーズで、レギュラートミカの塗装、パーツ、タイヤ、ホイールなどをよりリアルに仕上げたもの。このため対象年齢は14歳以上となり、ディスプレイ専用モデルとなった。通常品の改装がほとんどだが、中にはこのシリーズ向けに金型を新造した車種もある。当初は国産の旧型車種だけだったが、次第に現行車や外国車、商用車などがモデル化されるようになった。2005年（平成17年）4月 - 2006年（平成18年）6月の間はSUPER GTで活躍する車種が専門的にモデル化されていた。
トミカと同様、新車発売日が制定されており、発売は通常品より1週遅れの毎月第4土曜日であった。なお、2002年（平成14年）には後述するトミカダンディの金型を流用し、塗装やパーツなどをリアルに仕上げた「トミカリミテッドSシリーズ」が発売された。
トミカリミテッドの発売以降、それまで玩具扱いされていた小スケールミニカーにも観賞用モデルが登場するようになり、その後各社から同様のミニカーが発売されるようになった。

#### トミカリミテッドヴィンテージ
2004年（平成16年）から販売が開始された、開閉アクションのないディスプレイ専用モデルの新シリーズ。「もしもトミカが昭和30年代に誕生していたら」というコンセプトにより、昭和30 - 40年代の旧車、そして1980年代以降のネオヒストリック車、およびトミカで製品化されなかった車種を中心とする｢トミカリミテッドヴィンテージNEO｣というシリーズが展開されている。
なお、このシリーズはタカラトミーではなく、トミーテックが生産・販売を担当している。

### トミカプレミアム
2015年（平成27年）4月から発売が開始されたシリーズ。トミカリミテッドの実質後継に当たるシリーズだが、金型は専用に新規製作されたものを使用しており、40台体制でレギュラートミカと同様に番号による入れ替えも行われるが2025年（令和7年）6月以降より入れ替えをせずにさらに増える予定である。タイヤはトミカリミテッドと異なり、レギュラートミカと同様のABS樹脂を使用している。また、レギュラートミカと異なり、小パーツを取り付けて完成させる車種もある。トミカリミテッドに比べ、対象年齢は14歳以上から6歳以上に引き下げられた。トミカリミテッドヴィンテージと同様、商品化される車種は旧車が中心となっており、ごくまれに現行の車種からの製品化や過去にレギュラートミカで製品化された車種も本シリーズで一部金型を変更して再登場することもある。
不定期にタカラトミーモール限定品として、バリエーションモデルが登場するほか、2018年（平成30年）8月からは、一部車種で車体色違いの「発売記念仕様」が用意されており、パッケージデザインは通常品の黒から赤に変更されている。
2018年（平成30年）11月からは標準スケールの「トミカプレミアムRS」、2021年（令和3年）11月からは映像作品の車両を製品化した12台体制の「トミカプレミアムunlimited」（2023年からの「機動戦士ガンダム」とのコラボと2024年からの「タミヤ」とのコラボを含む。）、2024年（令和4年）4月からはレース車両を製品化した「トミカプレミアムRacing」がそれぞれラインナップに加わった。さらに、2025年（令和7年）2月から、トミカをレイアウトできるガレージ 「tomica GARAGE」や、ドリフト走行を楽しめるターンステージ「トミカプレミアム unlimited DRIFT TURN STAGE」など、大人向けのプレイセットシリーズ「tomica＋（トミカプラス）」がラインナップに加わった。

### ロングトミカ（No.121 - 150）
1976年（昭和51年）に誕生した独立品番のシリーズで、トレーラートラックやタンクローリー、バスといった長尺の車種をメインに製品化された。1994年（平成6年）に生産中止となったが、2009年（平成21年）に通常品の続番（No.121 - 150）として復活している。

### トミカダンディ
1972年（昭和47年）に発売された標準スケールのミニカーシリーズ。トラック、バス等も存在し、当初はスケールがまちまちだったが、1977年（昭和52年）以降1/43スケールに統一された。トミカと同様さまざまな車種がラインナップされ、スケールが拡大された分ディテールやギミックも充実していたが、1994年（平成6年）に生産中止となった。なお同ブランドは2001年（平成13年）にトミカ30周年を記念して復刻され、その前後にも何度か復刻生産をしている。

### スカイトミカ
1973年（昭和48年）から発売されたシリーズ。戦闘機や旅客機などの航空機をモデル化したもの。ロッキード F-104、ダグラス DB-7ハボック、P-47Dサンダーボルト、P-51Dムスタング、ボーイング 707、ミグ21、ゼロ戦等がモデル化されていた。

### トミカプレーン
2000年（平成12年）に展開されていた、1/1000スケールの旅客機のダイキャストモデル。「トミカサイズのミニチュア旅客機」というコンセプトで開発されたため、全長がトミカの箱とほぼ同じ長さであり、非常に小さい。
なお、これとスカイトミカはトミカ名義で販売されていたが、トミーの製品ではなく、香港のリーントイ社の製品をトミーが輸入販売したものである。

### コンバットトミカ
1973年（昭和48年）に登場したシリーズ。名称通り戦車を製品化したもので、全ての車種がHOスケール（1/87）で統一されているほか、プラモデルのように組み立てるキット版も同時展開されていた。しかし単価が高いこともあり、わずか2年ほどで生産中止となった。

### 動力系トミカ
手動で走らせる通常のトミカとは異なる、モーターやゼンマイなどの動力を使用し、自走する商品も存在している。いずれのブランドも動力を搭載する関係からか、通常のトミカよりも一回り大きくなっている。
トミカダッシュ・スーパートミカダッシュ
1977年（昭和52年）に発売されたブランド。モーターを下に押し付けて摩擦すると高速でダッシュするというもので、タカラのチョロQによく似ている。
パワートミカ
フリクション式のもので、1979年から1981年（昭和56年）まで発売。その後『マイティボーイ』というブランド名で発売された。
B/Oトミカ・モータートミカ・プラロード
1993年（平成5年）に発売されたブランド。B/OとはBattery Operatedの略称で、社内的に電動玩具のことをそのように呼び習わしていたが、一般性の無い名称であるという指摘もあった。そのためか1997年（平成9年）に『モータートミカ』に名称変更されている。単5乾電池（ただし一部の商品は単4）を入れて自走するもので、プラレールと一緒に遊べる道路やセットも発売された。派生製品として附属の小型プロポによりラジコン走行が可能な『R/Cトミカ』や、車体にタッチして手動→電動走行切り替え可能な『GO-STOPモータートミカ』という製品も登場したが、後者は試作品のみで最終的には発売されなかった。
一度廃盤になった後、2004年（平成16年）に『プラロード』ブランドとして再展開が行われた。ただし、プラロードは車種のほとんどが架空である点や、同社のカタログではプラレールブランドで紹介されるなど、トミカの仲間と定義するには少々曖昧な点もある。同シリーズは2006年（平成18年）を最後に絶版となった。
ちなみに、『プラロード』はB/Oトミカ発売以前に商品展開されていたが、こちらはチョロQほどの大きさの電動ミニカーであり、道路等の部品も含め全くの別物である。
チャージトミカ
2016年（平成28年）に登場したブランド。トミカ本体にはモーターと小型の充電池が搭載されており、単三乾電池を装填した専用コードレス充電器をトミカの下面に直接接続し、充電することで自走が可能となる。これまでの動力トミカシリーズと異なり、トミカのサイズはレギュラー品のそれとほぼ同じである。本製品はトミカ用の道路パーツ『トミカシステム』の付属品という扱いであり、単品発売は無いほか、一部の急坂などは登ることが出来ない。

### テコロジートミカ
2010年（平成22年）にトミカ40周年を記念して発売されたシリーズで、商品名は「手ころがし」+「エコロジー」の造語。内蔵の超小型発電ユニットにより、手で転がすとライトが点滅する仕組みとなっている。通常のトミカと同じサイズで、車種は商品の性格上緊急車両が多い。このシリーズは製造をタイで行っていた。

### サウンド系トミカ
トミカには自ら音声を発するシリーズも存在している。いずれも通常品の流用で、以下の4シリーズと、トミカではなく基地や駅が音声を発する「αトミカ」シリーズが過去に発売されている。
音が出るトミカ
1992年（平成4年）に発売されたシリーズ。ボディを押すとランプを光らせながらサイレンを鳴らすもの。緊急車両を中心にラインナップされた。
サイレントミカ
1996年（平成8年）に発売されたシリーズ。基本的な原理は「音が出る - 」と同じだが、こちらは電池交換ができるようになった。
おしゃべりトミカ　
1999年（平成11年）に発売されたシリーズ。こちらは先の2種とは異なり、アナウンスや会話の音声が収録されていた。
αトミカ
2002年（平成14年）に発売されたシリーズ。上記3種とは全く異なるシステムで、トミカ本体には「αチップ」というメモリーチップを搭載しているのみで、単体では音声を出さない。別売りの基地や駅に発声システムがあり、αトミカを定位置にセットする事ではじめて音声を発する仕組みになっていた。「マグナムレスキューシリーズ」と「きかんしゃトーマスシリーズ」の一部に採用されていた。
トミカ4D
2018年（平成30年）に発売されたシリーズ。過去のサウンドシリーズと異なり、車体の振動ギミックも装備されている。またシリーズでは初めて、通常仕様の乗用車も登場し、実車の走行・アイドリング音が収録される。2020年1月からは、本製品にライト点滅ギミックを追加した「光るよ！鳴るよ！ ライト＆サウンドトミカ」が登場した。

### その他の製品
ホンコントミカ
1971年（昭和46年）に生産コストの削減を狙い、香港の工場で生産させた通常品のことを指す俗称。生産されたのはホンダ・NIII360・トヨタ・スプリンタークーペ（E20系前期型）・マツダ・カペラロータリークーペ・三菱・コルトギャランGTO-MR・日産・セドリック 4ドアセダン（230系前期型）・ダットサン・1200トラックの6車種。このシリーズは台数も少なくコレクターの間では珍重されている。ただし、E20系スプリンターとダットサン1200トラックは、金型が改修されたのちに日本で再生産されている。
プチカ・アビバシリーズ
1975年（昭和50年）にディズニーブランドを使用して発売されたシリーズ。翌年からは当時スヌーピーの版権を持っていたアビバ社からの注文でスヌーピーシリーズのキャラクターを乗せた製品も登場した。いずれも「トミカ」を名乗っていないが、トミカの金型や車輪を流用した製品が登場している。このシリーズは生産を中国と韓国で行っていた。
ビッグタイヤ
1983年（昭和58年）に発売されたシリーズで、レギュラートミカの4WD車のタイヤを巨大なものに履き替えた、モンスタートラックを模した製品。一部の商品は後に仕様を変更し、レギュラートミカの仲間入りを果たした。
エクセレントトミカ
1997年（平成9年）から1999年（平成11年）にかけてタカラトミー子会社のユーメイト（現タカラトミーアーツ）より発売されたシリーズ。通常品のトミカよりも細かいタンポ印刷が施されており、一部のモデルではツートーンカラーの設定や、通常品では使用されない専用ホイールを装着した物もあった。
実車
2003年（平成15年）に光岡自動車のマイクロ商用車・コンボイ88（コンボイパパ）の仕様を変更し、「トミカ公道を走る！」のコンセプトの下、トミカのパッケージデザインを模した塗装とホイールのデザインで、1/1スケールのトミカと銘打った特別仕様車が完全予約販売式で発売された。車体色はアイボリーホワイトで、細かなレタリングやバーコードまで再現されているが、後部のみは赤とされ、当時のトミカの続番である「121」の白文字が描かれている 。なおこの車種は玩具としての発売は無く、実車のみの存在である。
トミカJr.
カプセルトイ形式で販売されているトミカで、通常品よりも一回り小さいサイズになっている。販売元はタカラトミー子会社のタカラトミーアーツ（旧ユージン）。尚、トミカJr.よりも更にサイズが小さいカプセル自動販売機用商品、或いはアミューズメント景品としてカプセルトミカやミニトミカ、ポケットトミカ なども存在する。
TOMICA COOL DRIVE
日本国外で展開されているブランドで、通常品と同じサイズで車体はABS樹脂製、内装や裏板モールド、細部の塗装を省略している。
セイバーミライ
2012年（平成24年）から大阪市消防局に登場したトミカタイアップのローカルヒーロー。23世紀の大阪から現代にやってきたという設定で、大阪市内各地で防災啓発運動を行う。当初はハイパーレスキューシリーズのリデコ品（非売品）が使用されていたが、2013年（平成25年）、消防局にオリジナルデザインのトヨタ・FJクルーザーが大阪トヨタ自動車より寄贈され、同車のオリジナルトミカも発売された。

### トミカワールド・トミカタウン
トミカには情景部品のひとつとして駐車場や高速道路、フェリーといったトミカワールドシリーズが発売されている。主なシリーズ展開としては、建設・警察関係が中心である。1987年（昭和62年）には街の身近な建築物を模した「トミカタウン」シリーズもあり、交番や消防署をはじめ、ENEOS、セブン-イレブン、ミスタードーナツなど実在する企業の建物も製品化されている。

## 映像メディア同時展開商品

### トミカヒーローシリーズ
トミカヒーローシリーズは、特撮ヒーローが登場し、ヒーローたちが乗り込む車両をトミカ化するシリーズ。「世界各地で発生する災害にヒーローたちが立ち向かい、人々を救出する」というコンセプトで、作品に登場する車両が製品化されている。車種は通常品の流用が大半を占めるが、一部新規金型で製作される車種もある。

2008年4月から2010年3月まで特撮ドラマが2作品が制作・放送された。
- 第1作『トミカヒーロー レスキューフォース』
  - 2008年4月5日 - 2009年3月28日
- 第2作『トミカヒーロー レスキューファイアー』
  - 2009年4月4日 - 2010年3月27日

### トミカハイパーシリーズ
トミカと連動する大型ビークルとプラキッズを絡めたシリーズ。主にハイパーレスキュー、ハイパーブルーポリスの2種類を中心に商品展開が行われる。2017年4月15日から、このシリーズをベースとしたテレビアニメ『トミカハイパーレスキュー ドライブヘッド 機動救急警察』がTBS系で放送された。2018年からは『ドライブヘッド』シリーズ第2期として、月1回のインターネット配信が開始された。同年8月24日には劇場映画も公開された。

### トミカ絆合体 アースグランナー
トミカ誕生50周年を記念したアニメシリーズ。2020年4月から2021年3月までテレビ大阪・テレビ東京系6局ネットにて放送。

### トミカヒーローズ ジョブレイバー 特装合体ロボ
2022年より展開される新規シリーズ。タイトルに「トミカヒーロー」を冠されているが前述のトミカヒーローシリーズとの繋がりはなく、同時展開される映像作品についても実写ではなくアニメーションとなっている。

## 関連施設・イベント

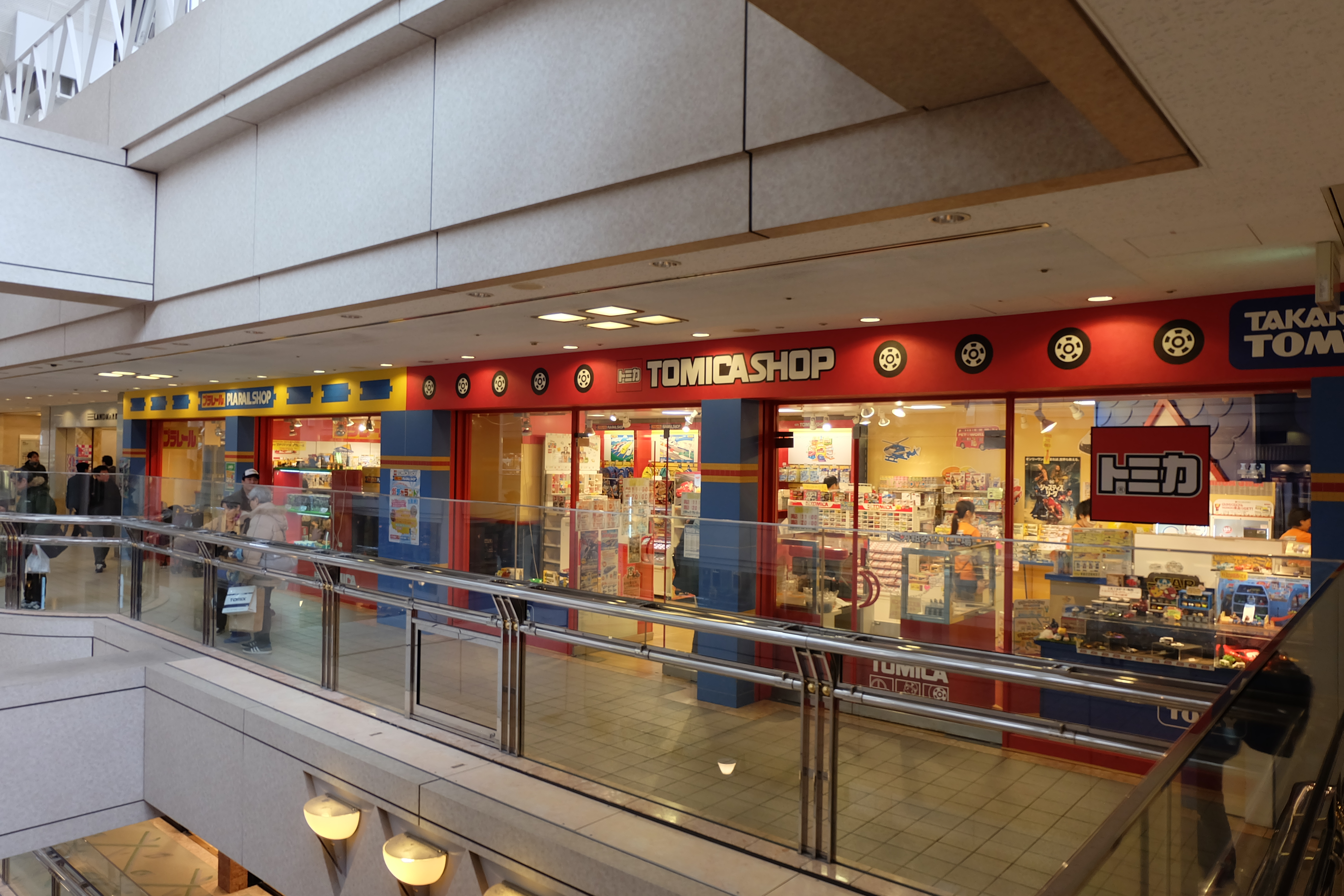
トミカショップ・プラレールショップ横浜店

### トミカショップ
2005年8月に東京駅一番街にオープンしたトミカの直営店。トミカ博イベントモデルやタカラトミーモール限定品など、通常ルートでは手に入らない製品が置かれているのが特徴。トミカの他にはアパレル商品等の関連グッズやゲームコーナー、トミカ組立工場も常時設置されている。姉妹製品であるプラレールショップも併設された店もあり、現在の営業店舗は全てプラレールショップが併設されている。
東京店は2007年12月から改装工事に伴い一時休業し、2008年3月に東京キャラクターストリート内に再度オープンした（この間は『東京ドームシティ』で暫定営業していた）。2006年10月には栄のオアシス21に名古屋店が、2007年7月にはなんばウォークに大阪店がオープン、2010年3月には福岡パルコに福岡店がオープンした。2010年11月にコピス吉祥寺内に吉祥寺店がオープン、大阪店が大丸梅田店に移転開業した。2012年5月には東京スカイツリーに開業と同時に東京スカイツリータウン・ソラマチ店が、2015年8月にはランドマークプラザに横浜店が開業した。日本国外では2010年9月に台湾の新光三越台北店に出店している。
また、トミカショップの名を冠さない店舗もあり、2017年10月には羽田エアポート店、2019年8月からは不定期店舗としてエミオ池袋店（西武池袋駅駅ナカ施設）が開業している。
現在の常設店舗は東京店、東京スカイツリータウン・ソラマチ店、大阪店のみとなる。

### トミカフェア
1970年代後半から1980年代後半にかけてトミカフェアが実施されていた。通常品の各種バリエーションを一挙に発売して販売促進を狙ったもので、購入者には販促グッズが配布されていた。対象車種はミニクーパーやスバル360などカラーバリエーションの多い乗用車やグループA、トラック、バスなど多岐に渡った。

### トミカ博
2000年のトミカ30周年を機に毎年開催されている博覧会。主催は主に、地元の放送局が担当しており、タカラトミーは特別協力の形を取っている。この形態は同社の「プラレール博」と同様である。
毎年、ゴールデンウィークに開催される大阪で展示テーマが一新され（トミカの一部は8月に開催される東京(横浜)で新作が発売）、以降夏の東京（2015年以降は横浜）・安比高原、冬の名古屋・札幌が定期的に開催されるほか、それ以外の都市でも不定期に開催される（地域によっては展示テーマが前年のものとなることもある）。
会場の構成は大きく分けて、展示ゾーン、アトラクションゾーン、ショッピングゾーンの3つから成る。展示ゾーンでは、テーマに沿った巨大レイアウトや過去発売された数百台～数千台のトミカやテーマに沿った実車が展示されている。アトラクションゾーンでは、トミカに因んだゲームコーナーや乗り物アトラクション、トミカをその場で作る「組立工場」や「ミニミニドライバー工房」が設置されている。
有料入場者（2歳以下は入場無料）には記念品として入場記念のオリジナルトミカが渡される。当初はテーマに沿った実車だったが、2007年から2018年まではTDM（トミカドリームモータース）オリジナルデザインの車種が配布されていた。また、地域や曜日によっては下記以外の入場記念品が配布されることもあり、2008年～2010年の正月に開催されていたトミカ博横浜では横浜オリジナルモデルが配布されていた。

## ビデオソフト
主にトミーがセット物に同梱したものVHSビデオと、タカラトミーが販促用に配付したDVDビデオがある。
- たのしいトミカの世界（1990年代前半、VHS）
- たのしいトミカの世界 B/Oトミカ収録版（1993年、VHS）
- たのしいのりものの世界（1995年、VHS）
- たのしいのりものの世界 トミカ・プラレールげきじょう編（1995年、VHS）
- たのしくあそぼうトミカとプラレール！（1996年、VHS）
- いっしょにあそぼうトミカとプラレール！（1997年、VHS）
- みんなでつくろうトミカ・プラレールのまち（1998年、VHS）
- すごいぞ！ぼくらのトミカ・プラレールのまち（1999年、VHS）
- いつでもいっしょ ぼくらのトミカ・プラレールのまち（2000年、VHS）
- トミカ30周年メモリアルビデオ（2000年、VHS）
- トミカ・プラレールとあたらしい旅（2001年、VHS）
- ぼくらのまちトミカ・プラレールタウンに全員集合！！（2002年、VHS）
- トミカ・プラレールタウンに全員集合！！2003（2003年、VHS）
- トミカ・プラレールビデオ2004（2004年、VHS）
- トミカ・プラレールビデオ2005 トミカ・プラレール万博へ行こう！（2005年、DVD）
- トミカ・プラレールビデオ2006（2006年、DVD）
- トミカ・プラレールビデオ2007（2007年、DVD）
- トミカ・プラレールビデオ2008（2008年、DVD）
- トミカ・プラレールビデオ2009（2009年、DVD）
- トミカ・プラレールビデオ2010（2010年、DVD）
- トミカ・プラレールビデオ2011（2011年、DVD）
- トミカ・プラレールビデオ2012（2012年、DVD）
- トミカ・プラレールビデオ2013（2013年、DVD）
- トミカ・プラレールDVD 2014（2014年、DVD）
- トミカ・プラレールDVD 2015（2015年、DVD）
- トミカ・プラレールDVD 2016（2016年、DVD）
- トミカ・プラレールDVD 2017（2017年、DVD）
- トミカ・プラレールDVD 2018（2018年、DVD）
- トミカ・プラレールDVD 2019（2019年、DVD）
- トミカ・プラレールDVD 2020（2020年、DVD）